# Palais de la Bourse (Bruxelles)
Le palais de la Bourse ou la Bourse (en néerlandais : Beurspaleis ou de Beurs) est un bâtiment éclectique mêlant les styles néo-Renaissance et Second Empire, construit entre 1868 et 1873 à Bruxelles (Belgique) par l'architecte Léon Suys. Il donne son nom à la place de la Bourse sur le boulevard Anspach.

## Origines et construction
La Bourse de commerce de Bruxelles a été fondée à Bruxelles par décret de Napoléon Bonaparte en 1801 et occupe plusieurs adresses durant la première moitié du XIXe siècle : couvent des augustins, hôtel de la Monnaie, petit bâtiment du côté de la rue de l'Evêque. Reconstruit et agrandi à de nombreuses reprises – 1649, 1755, 1820 – l’hôtel de la Monnaie occupait ensuite l’emplacement de l'ancien centre administratif de la Ville de Bruxelles. Une première Bourse de commerce lui est bientôt accolée du côté de la rue de l’Evêque sur les plans de Vander Straeten père (1827) avant qu’il ne laisse la place à l’hôtel des Postes et des Télégraphes (1892) après son déménagement à Saint-Gilles, le long de la rue de Hôtel des Monnaies.

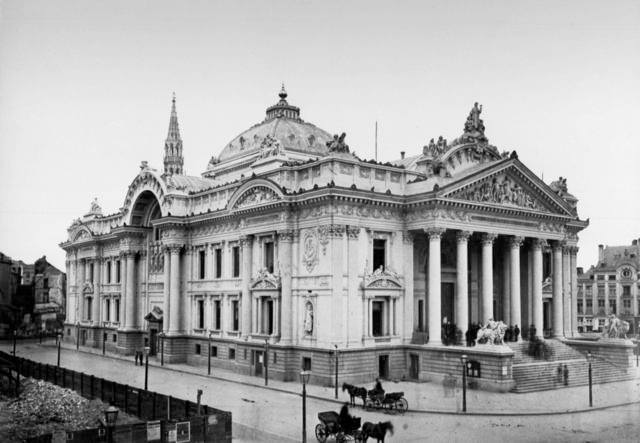
Le palais de la Bourse en 1873, peu après son achèvement.

En 1858, à une époque où elle connait un développement considérable à la suite de la croissance économique et industrielle de la Belgique, il apparaît que les locaux de la bourse sont trop exigus et vétustes, ce qui pousse le monde des affaires à réclamer la construction d'une nouvelle bourse. Sa construction s'inscrit dans le programme d'assainissement et d'embellissement de la ville, du voûtement de la Senne entre 1867 et 1871, et du remplacement des rues étroites par les boulevards du centre autour desquels de nombreux édifices à vocation commerciale sont appelés à voir le jour : le palais du Midi, les halles centrales ainsi que les rez-de-chaussée des immeubles des nouveaux boulevards.
Parmi plusieurs projets pour ce bâtiment considéré comme prioritaire dans la liste des travaux d'utilité publique, celui de l'architecte Léon-Pierre Suys est finalement retenu par le conseil communal grâce au soutien du bourgmestre Jules Anspach. Léon Suys est également l'auteur du projet final de voûtement de la Senne, du tracé des boulevards, et l'architecte des halles centrales. Après avoir un temps envisagé un bâtiment à emploi mixte pour le marché des halles centrales et la bourse de commerce, les plans sont approuvés le 15 juin 1868.

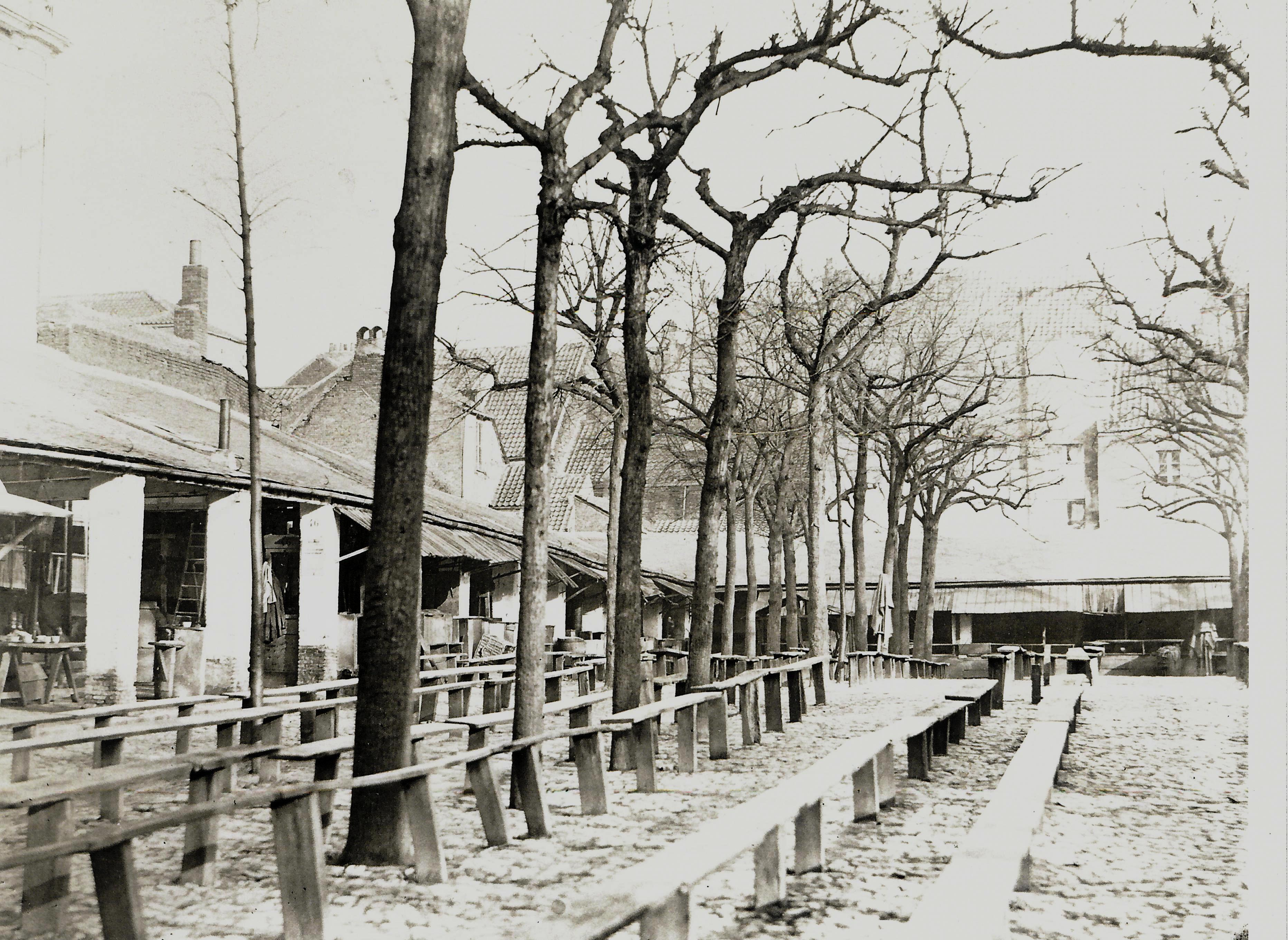
Marché au Beurre (AVB)

Le bâtiment de la bourse a été érigé à mi-chemin du boulevard Anspach entre 1869 et 1873 d'après les plans de l'architecte. Ce vaste bâtiment monumental occupe l'emplacement de l'ancien marché au beurre (viande, oeufs et produits laitiers), lui-même implanté sur les restes de l'ancien couvent des Récollets. Bâti en léger retrait par rapport aux façades du boulevard, il fait face à la place de la Bourse. L'inauguration officielle en présence du roi Léopold II, de la reine Marie-Henriette et du frère du souverain, le prince Philippe, comte de Flandre, donne lieu à un bal.

## Palais éclectique
L'habillage de l'édifice éclectique, sans doute inspiré par l'opéra Garnier à Paris, mêle les emprunts au style néo-Renaissance et Second Empire dans un foisonnement d'ornements et de sculptures dues à des artistes renommés dont Auguste Rodin. Il a fait l'objet de plusieurs transformations, notamment par l'architecte Jules Brunfaut (1892-1898) pour améliorer l'éclairage de la salle des pas perdus et François Malfait (1924-1932) qui a revu les circulations et ajouter un second étage.

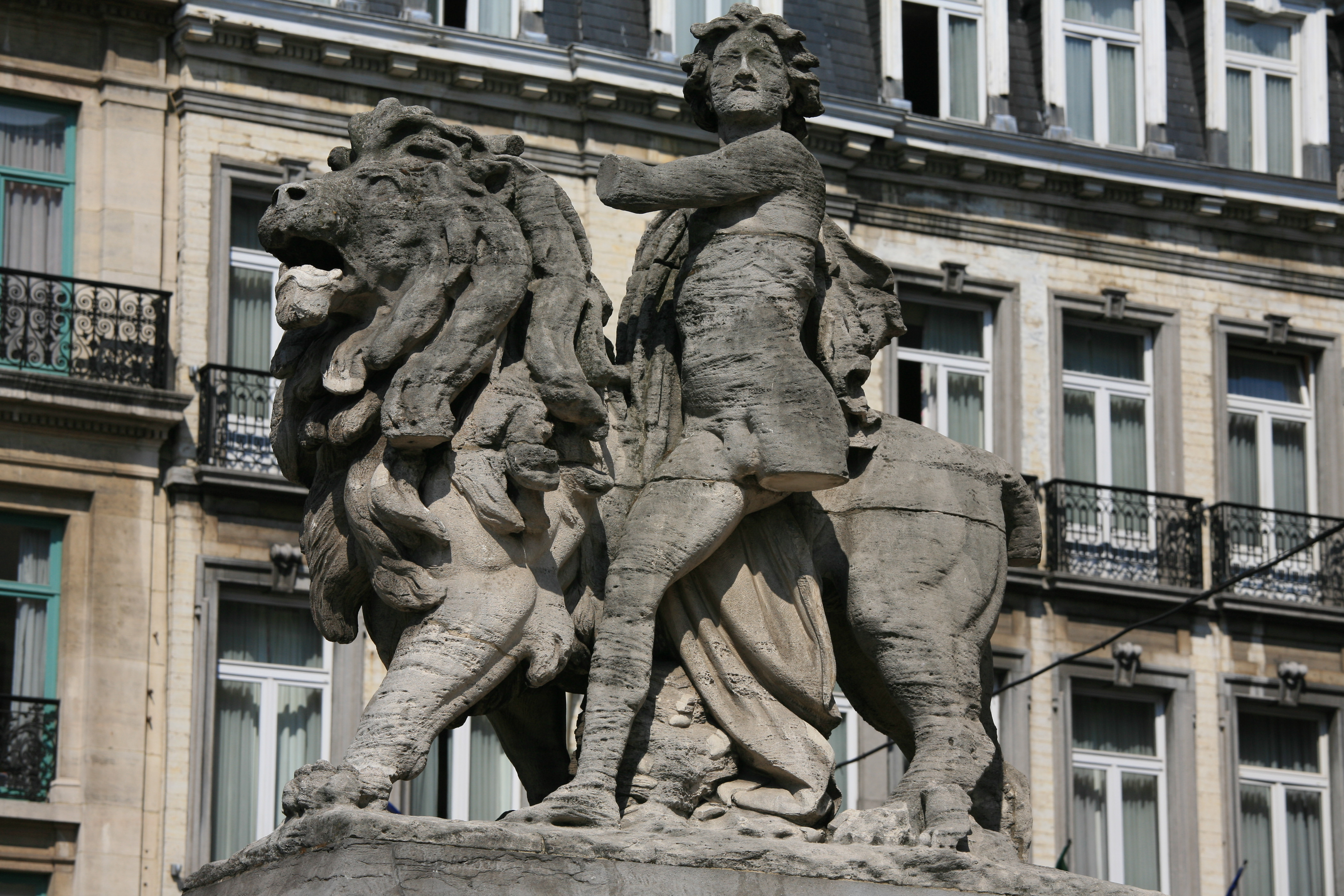
Lion rugissant : les cours de Bourse sont en hausse !

Vaste palais en forme de croix grecque surmontée d’une coupole en son centre, la Bourse de Bruxelles s’inspire du plus pur schéma néoclassique palladien – plan central, coupole, péristyle en façade – sur lequel est plaquée une décoration foisonnante comme en témoignent les nombreuses sculptures allégoriques qui célèbrent la réussite industrielle et commerciale de la Belgique, ses sciences et ses arts. La posture des lions qui encadrent l'escalier monumental reflète les aléas des cours de bourse : en hausse pour celui qui dresse la tête, en baisse pour celui qui courbe l’échine.
Une large voirie entre la Bourse, où se concluent encore la plupart des transactions des grossistes, et les entrepôts du nouveau port creusé dans le canal en aval de la place Sainctelette est percée lors du comblement des anciens bassins (1910-1911). Son tracé est tout trouvé. Il empruntera les nouvelles rues Auguste Orts et Antoine Dansaert et bifurquera ensuite, à hauteur de la place du Nouveau Marché aux Grains, vers la rue du Marché aux Porcs par une rue à percer au sein d’un îlot d’immeubles – la future rue Léon Lepage – pour aboutir aux boulevards extérieurs par l'ancien port désormais comblé.

## Reconversion

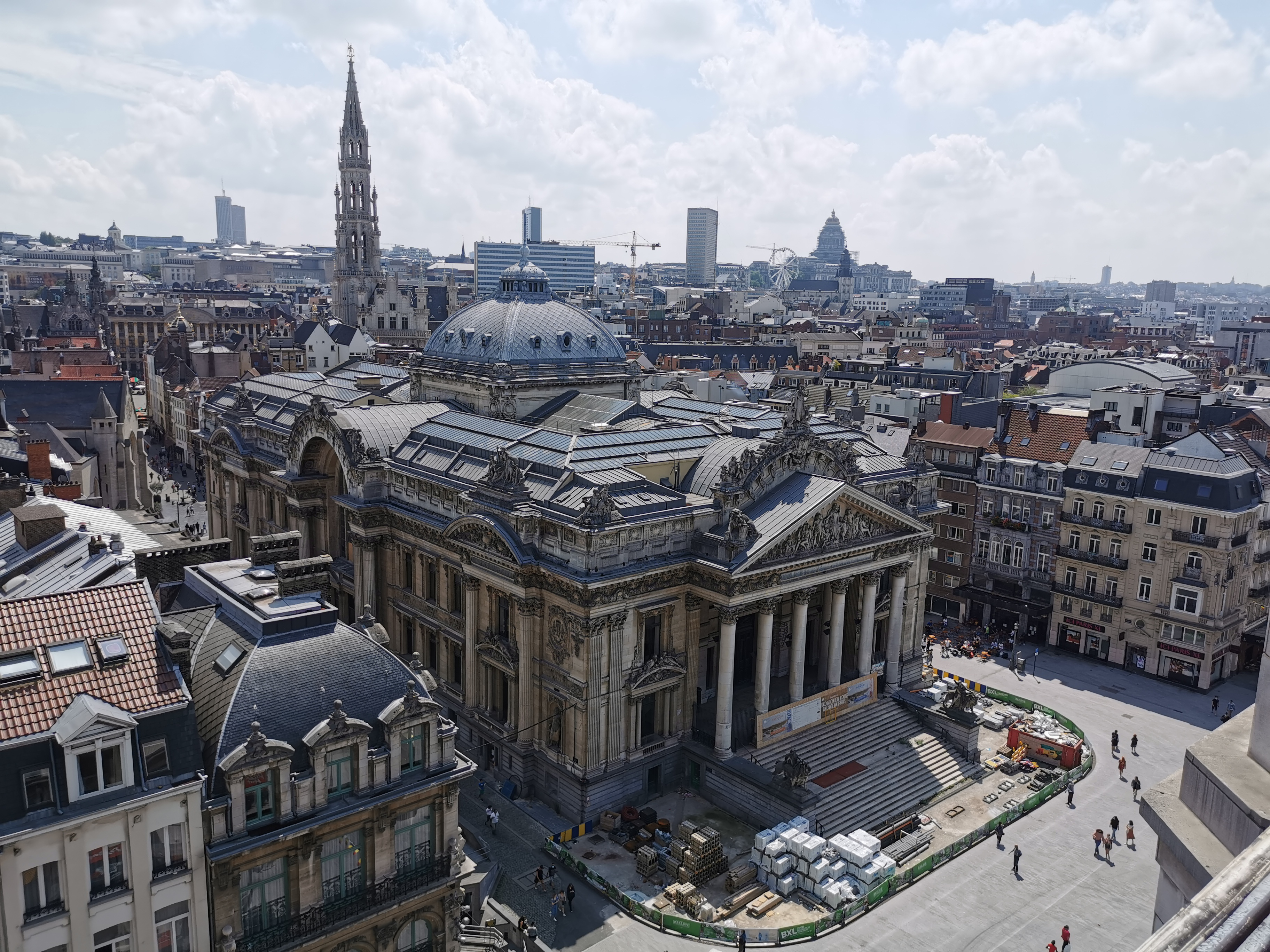
Vue aérienne pendant les rénovations.

À la suite de la restauration complète de l'édifice (2020-2023), les entrées latérales ont été élargies, la salle des pas perdus a été transformée en galerie publique – bordée d'un restaurant et d'un café – traversant le bel-étage, les circulations verticales ont été renouvelées et une toiture-terrasse a été aménagée sur la toiture. Elle abrite le café de dégustation (BeerLab) de la Belgian Beer World Experience, une exposition permanente et interactive consacrée à la bière, patrimoine immatériel belge reconnu par l'UNESCO (2016).
Intégré au piétonnier de Bruxelles, le parvis de la Bourse sert aujourd'hui de lieu de rassemblement symbolique.

## Bourse
Les compagnies belges et la banque de Belgique ont joué un rôle important dans l'Histoire des bourses de valeurs.

## Accessibilité
Ce site est desservi par la station de prémétro Bourse.